# Cappadocia
 Denne artikel omhandler byen Cappadocia. Der er også andre byer med dette navn, se Kappadokien.
Cappadocia er en italiensk by (og kommune) i regionen Abruzzo i Italien, med omkring 575(2023) indbyggere.